# BR-277
La BR-277 è una strada federale trasversale brasiliana che attraversa lo stato di Paraná unendo la città portuale di Paranaguá con Foz do Iguaçu e la frontiera paraguaiana.

## Descrizione
La BR-277 attraversa lo Stato del Paraná in direzione est-ovest, collegando il porto di Paranaguá a Curitiba, Campo Largo, Palmeira, Irati, Prudentópolis, Guarapuava, Laranjeiras do Sul, Cascavel e Foz do Iguaçu, dove termina presso il Ponte dell'Amicizia. Oltrefrontiera prosegue come Ruta PY-02.